# آخرین ملکه زمین
آخرین ملکه زمین فیلمی به کارگردانی محمدرضا عرب و نویسندگی محمد ترابی، محمدرضا عرب ساختهٔ سال ۱۳۸۵ است.
این فیلم با رأی اکثریت داوران دومین جشنواره بین‌المللی فیلم ibaff اسپانیا در صدر جدول بخش اصلی رقابتی این جشنواره قرار گرفت.

## بازیگران
- قربان نجفی
- اصغر همت
- علی آزادنیا
- علا محسنی
- علی اکبر پیغمبری
- حسین طاهری
- غلامرضا بایران منش
- گلی اکبری
- وحید نگاه
- نورآقا حسینی
- عزیزاله خدری
- شفق چوپان
- وحید محمدی
- مرتضی کوراغلی
- عبدالوکیل نیک بین

## جوایز
- جایزه بزرگ آفرودیت طلایی از هفدهمین فستیوال بین‌المللی فیلم وارنا بلغارستان[۲]
- کاندیدای بهترین کارگردانی، فیلمبرداری و بازیگر نقش اول از هفدهمین جشنواره بین‌المللی فیلم اشلند آمریکا[۳]
- دیپلم افتخار بهترین کارگردانی فیلم اول از بیست و پنجمین جشنواره فیلم فجر[۴]
- کاندیدای بهترین جلوه‌های ویژه میدانی از یازدهمین جشن خانه سینما[۳]